# 김판겸
김판겸(1987년 5월 9일 ~ )은 대한민국의 배우이다.

## 출연작

### 영화
- 《쇼미더고스트》 (2021년) - 녹음실 엔지니어 역
- 《너와 극장에서》 (2018년) - 보안남 역
- 《시월의 장마》 (2017년) - 현수 역
- 《가까이》 (2017년) - 민규 역
- 《농담》 (2015년) - 판겸 역
- 《소설, 영화와 만나다》 (2013년) - 김 신부 역
- 《고삐리》 (2011년)

### 드라마
- 《보이스 3》 (OCN, 2019년) - 골든타임팀 요원 역

### 연극
- 《라면》
- 《만화방 미숙이》